# Neustrija (marka)
Marke Neustrije su bile tvorevinama karolinškog kralja Zapadne Franačke, koje je pokrivalo merovinško kraljevstvo Neustriju. Izvorno su postojale dvije marke: jedna koja je bila prema Bretoncima, a druga prema Normanima koju je ustrojio Karlo II. Ćelavi 861. godine. Te se dvije marke naziva Bretonska marka i Normanska marka. Njima su upravljali službenici koje je na ta mjesta postavljao vladar. Te službene osobe su nosile naslov wardena ili markgrofa (njemački: Markgraf) (markiz, francuski: marquis). 